# Sadie Harris
Sadie Harris es un personaje de ficción de la serie de televisión Grey's Anatomy. El personaje es interpretado por Melissa George, y fue creada por Shonda Rhimes. El personaje de "Sadie Harris", se convirtió en una invitada recurrente durante la 5.ª temporada de la Serie. Originalmente estuvo planeado, para ser un romántico aderezo en la relación entre Erica Hahn y Callie Torres, pero más tarde fue reestructurado para ser simplemente un personaje bisexual, luego de que Brooke Smith fuese despedida.
El personaje de Sadie Harris es una antigua amiga de Meredith Grey, que habría viajado con Meredith por Europa y que habría ingresado con ella a la universidad. Ella retrasó su residencia por trabajar en una morgue, antes de comenzar su internado en el Seattle Grace Hospital. 
Melissa George describe su personaje como "malo" y "travieso", así como "dulce". Melissa afirma también que se basó en el personaje de Lisa Rowe (Inocencia interrumpida), interpretado por Angelina Jolie. Peter Nowalk, uno de los escritores del personaje de Sadie la describe como "una chica muy coqueta". Otros miembros del elenco de Grey's Anatomy también han comentado sobre el carácter de Sadie. Así, Chandra Wilson afirma que Sadie "vive rápido y quiere practicar la cirugía a toda velocidad". Chyler Leigh, por su parte, afirma que el personaje está ahí para "causar estragos en Seattle." El espectáculo periodístico ha abordado el carácter de Sadie, como Debbie Chang de BuddyTV describe a Sadie como "una especie de rebelde", y Erin Lulevitch de TV Guide la describe como "masoquista". Chang y Jonathen Toomey abarcan un tema parecido al de Meredith, pues Sadie muestra extrañas conductas en capítulos como "En la hora de medianoche". La pregunta es "¿tiene un deseo de morir?" y "¿qué problemas tiene?"

## Historia
El personaje de Sadie Harris hace su primera aparición en el episodio 8 de la quinta temporada These Ties That Bind y fue revelado que ella era una amiga muy cercana a Meredith, situación que irrita a Cristina quien parece estar celosa de su relación. Sadie y Meredith tienen apodos cada una "Muere y Muerte" respectivamente.
Empieza una amistad con una interna, Lexie Grey, y se ofrece de voluntaria para hacerle una apendicectomía, para que así los internos aprendieran ese procedimiento, siempre que ella pueda operar después. La cirugía va mal y la vida de Sadie peligra pero afortunadamente es rescatada por los residentes. Es detenida, y luego le dice a Lexie que ella no lo lamenta.
Algún tiempo después del desastre quirúrgico, Sadie se acerca al jefe de cirugía, y se culpa de la responsabilidad de la operación. Él le dice a ella: "Tú sabes quien es tu padre, y sabes que es por él que tú todavía estés aquí". A Sadie luego se le ve flirteando con Callie Torres posiblemente buscando una futura relación. Sin embargo, la decisión de Melissa George de no renovar su contrato después de 11 episodios hizo ese deseo imposible.
Sadie continúa su amistad con Lexie hasta el punto de cubrirla en el trabajo y ocultar la relación de Lexie con Mark Sloan. En el episodio 15, durante una competición establecida por Izzie entre los internos, George se da cuenta de la falta de conocimientos médicos de Sadie y se ofrecer a ser su tutor, pero ella declina la oferta y decide además no contárselo al jefe, cosa que sí hace George. Cuando Sadie sale de hablar con el jefe, le dice a Meredith que ha renunciado, y cuando trata de convencer a Meredith para volver a "vagabundear de camino hacia Europa" de nuevo, Meredith se niega y Sadie se va.
- Datos: Q7397919